# Leo Schürmann
Pour les articles homonymes, voir Schurmann.
Leo Schürmann, né le 10 avril 1917 à Olten et mort le 8 décembre 2002, est un juriste et une personnalité politique suisse, membre du Parti démocrate-chrétien.

## Biographie
Après avoir suivi des études de droit à l'université de Bâle, il obtient son doctorat en 1939 puis devient écrivain public entre 1940 et 1942. Il travaille ensuite comme juriste au département de l'Intérieur du canton de Soleure jusqu'en 1947, à l'UBS jusqu'en 1950 avant de retourner comme juriste à Soleure jusqu'en 1974. En 1981, il est nommé directeur général de SRG SSR idée suisse et occupe ce poste jusqu'en 1987.
De 1966 à 1987, il est également professeur extraordinaire de droit commercial et administratif à l'Université de Fribourg.
Sur le plan politique, il est élu de 1957 à 1969 au Grand Conseil du canton de Soleure. En parallèle, de 1959 à 1974, il est également élu au Conseil national où il participe à plusieurs commissions : il préside en particulier la commission militaire en 1965, la commission des cartels de 1964 à 1974, puis la commission des transports et des télécommunications de 1976 à 1980.

## Source
- (de) Cet article est partiellement ou en totalité issu de l’article de Wikipédia en allemand intitulé « Leo Schürmann » (voir la liste des auteurs).